# Tagebau Klettwitz

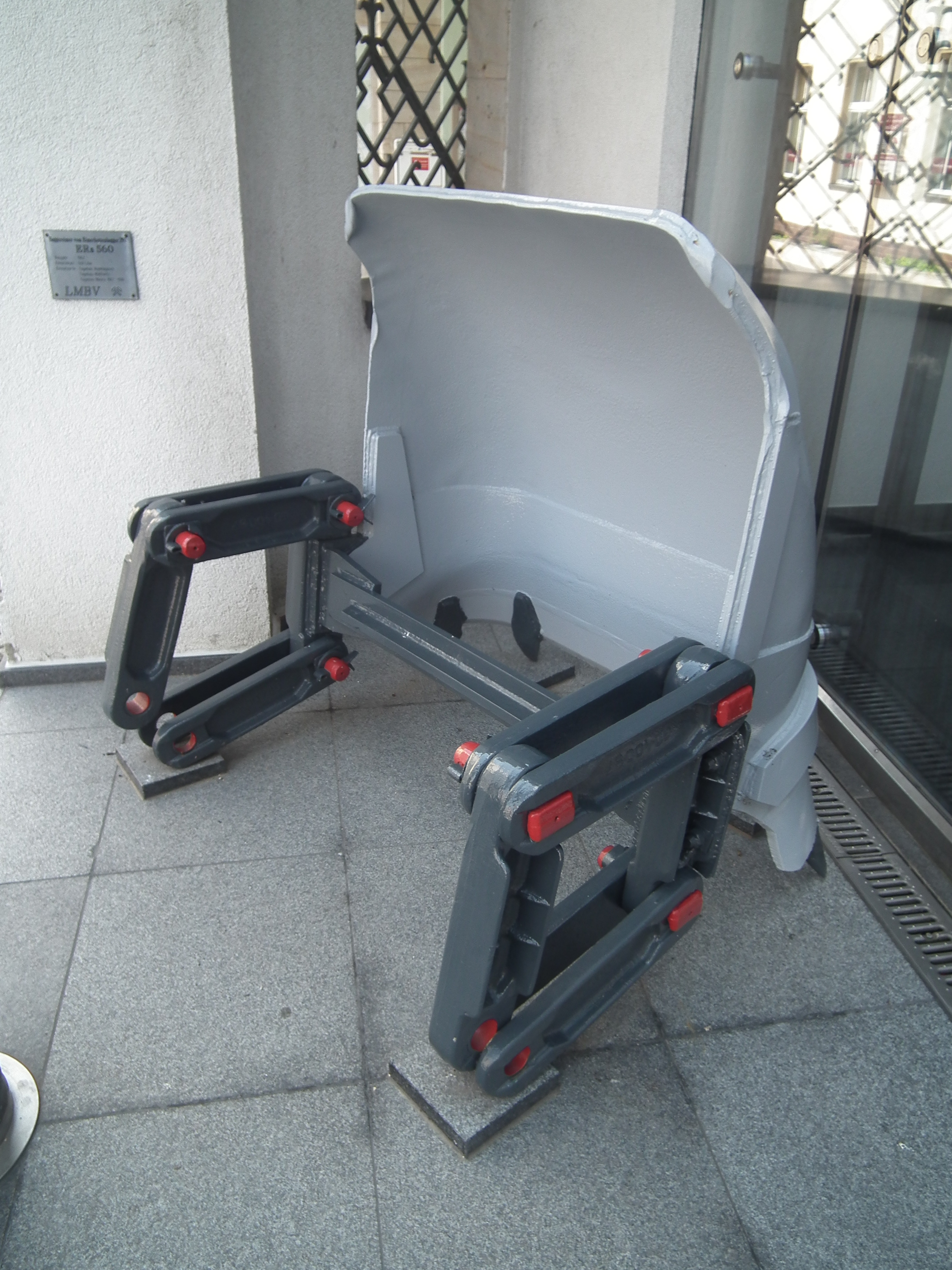
Baggereimer vom Eimerkettenbagger 297 (ERs 560), Baujahr 1962, Eimerinhalt 560 Liter, Einsatzort im Tagebau Klettwitz

Der Tagebau Klettwitz war ein Braunkohlentagebau im Lausitzer Braunkohlerevier im heutigen Süd-Brandenburg, der von 1949 bis 1991 existierte. Er wurde nach der Gemeinde Klettwitz im heutigen Landkreis Oberspreewald-Lausitz benannt.

## Geschichte
Der Tagebau Klettwitz wurde im Jahre 1949 erschlossen. Er diente hauptsächlich der Versorgung der Brikettfabriken in Klettwitz, Schwarzheide-Ost, Hörlitz, Brieske, Lauchhammer und Plessa. Da der Tagebau Schwarzheide („Friedländer“) seinen Betrieb einstellte, erfolgte der Aufschluss des Tagebaus Klettwitz in unmittelbarer Nachbarschaft des Tagebaus Anna-Süd westlich der Ortslage von Schipkau, dessen Abraumförderbrücke vom Typ F 25 als Reparationsleistung 1947 demontiert und in die Sowjetunion verbracht worden war. Damit konnte die freiwerdende Schwarzheider Abraumförderbrücke im Jahre 1954 vom Typ 45 einfacher in das neue Abbaufeld umgesetzt werden. Allerdings war bereits zwei Jahre zuvor der Abbaubetrieb in Klettwitz begonnen worden.
Die F 25 nahm im Tagebau Klettwitz am 1. Juli 1954 ihren Betrieb auf. Im Folgejahr wurde ein Vorschnittbetrieb eingerichtet, für welchen bis 1958 bis zu vier Schaufelradbagger im Einsatz waren. Ins Stocken kam die Braunkohleförderung im Winter 1958. Eine Rutschung der Brückenkippe brachte die F 25 am 9. Februar 1958 zum Einsturz. Diese Förderbrücke hatte bis zu ihrer Zerstörung in den vier Jahren im Klettwitzer Tagebau 92,8 Mio. m³ Abraum bewegt.
Bereits im Oktober 1958 nahm mit der F 20 eine andere Abraumförderbrücke ihren Betrieb auf. Diese war zuvor bereits in den Tagebauen Wildgrube und Tröbitz in Betrieb gewesen, wies aber bei weitem nicht die Kapazität der F 25 auf. Hatte es die F 25 eine im Jahre 1956 eine Jahreshöchstleistung von 28,2 Mio. m³ Abraum gebracht, erreichte die F 20 mit 6,6 Mio. m³ im Jahre 1959 ihre höchste Leistung. Ihre Außerbetriebnahme erfolgte bereits einige Jahre später. 1964 wurde sie mittels Sprengung demontiert.
Da die Deckgebirgsmächtigkeit im Abbaufeld inzwischen bei über 100 Meter lag, wurde die Folgebrücke eigens für den Einsatz in Klettwitz neu konstruiert. Die F 45 nahm ihren Betrieb in Klettwitz im Jahre 1962 auf. Auch hier gab es einen Vorschnittbetrieb. Durch fortlaufende Modernisierungen und Umbauten der Technik an der Brücke selbst und im Umfeld konnte sie bis 1990 weiter betrieben werden. Nahe der Ortslage von Kostebrau hatte sie in jenem Jahr ihre geplante Endstellung erreicht und stellte infolgedessen ihren Betrieb ein.
Der Abbau der Restkohle im Tagebau Klettwitz erfolgte noch bis Juni 1991. Und während die F 45 im Oktober 1991 gesprengt und schließlich verschrottet wurde, erfolgte die Umsetzung eines Großteils der restlichen Großtechnik in den 1988 neu aufgeschlossenen Tagebau Klettwitz-Nord, wo eine Förderbrücke vom Typ F 60 zum Einsatz kommen sollte.
Bis zum Ende des Tagebaus im Jahre 1991 wurden fast 5200 Hektar Land überbaggert und 362 Mio. Tonnen Braunkohle gefördert. An Abraum wurden allein durch die im Einsatz befindlichen drei Förderbrücken 1.324 Mio. m³ bewegt.
Zum Opfer fiel ihm dabei unter anderem ein Teil der Ortslage von Klettwitz, der in den Jahren 1963/1964 devastiert wurde. 1200 Einwohner wurden umgesiedelt, davon 200 innerhalb des Ortes. Außerdem wurden die Kostebrauer Ortsteile Römerkeller (1980) und Wischgrund (1983) devastiert.

## Abraumförderbrücken des Tagebaus
| Im Einsatz befindliche Abraumförderbrücken des Tagebaus Klettwitz | Im Einsatz befindliche Abraumförderbrücken des Tagebaus Klettwitz | Im Einsatz befindliche Abraumförderbrücken des Tagebaus Klettwitz | Im Einsatz befindliche Abraumförderbrücken des Tagebaus Klettwitz | Im Einsatz befindliche Abraumförderbrücken des Tagebaus Klettwitz |
| Typ                                                               | Einsatzorte                                                       | Betrieb                                                           | Abraumbewegung                                                    | Bemerkungen                                                       |
| Abraumförderbrücke Schwarzheide („Friedländer“)                   | Abraumförderbrücke Schwarzheide („Friedländer“)                   | Abraumförderbrücke Schwarzheide („Friedländer“)                   | Abraumförderbrücke Schwarzheide („Friedländer“)                   | Abraumförderbrücke Schwarzheide („Friedländer“)                   |
| ----------------------------------------------------------------- | ----------------------------------------------------------------- | ----------------------------------------------------------------- | ----------------------------------------------------------------- | ----------------------------------------------------------------- |
| Typ F 25, Nr. 14                                                  | Tagebau Schwarzheide                                              | 1929–1953                                                         | 345,5 Mio. m³                                                     |                                                                   |
| Typ F 25, Nr. 14                                                  | Tagebau Klettwitz                                                 | 1954–1958                                                         | 92,8 Mio. m³                                                      | Einsturz                                                          |
| Abraumförderbrücke Wildgrube                                      |                                                                   |                                                                   |                                                                   |                                                                   |
| Typ F 20, Nr. 3                                                   | Tagebau Wildgrube                                                 | 1935–1951                                                         | 26,7 Mio. m³                                                      |                                                                   |
| Typ F 20, Nr. 3                                                   | Tagebau Tröbitz                                                   | 1952–1957                                                         | 20,0 Mio. m³                                                      |                                                                   |
| Typ F 20, Nr. 3                                                   | Tagebau Klettwitz                                                 | 1958–1963                                                         | 23,4 Mio. m³                                                      | Sprengung                                                         |
| Abraumförderbrücke Klettwitz                                      |                                                                   |                                                                   |                                                                   |                                                                   |
| Typ F 45, Nr. 24                                                  | Tagebau Klettwitz                                                 | 1962–1990                                                         | 1.208,7 Mio. m³                                                   | Sprengung am 17. Oktober 1991                                     |